# Dero
Dero is een bestuurslaag in het regentschap Ngawi van de provincie Oost-Java, Indonesië. Dero telt 2791 inwoners (volkstelling 2010).